# Juleisy Ángulo
Juleisy Anahí Ángulo Bonilla (* 2. Januar 2001) ist eine ecuadorianische Leichtathletin, die sich auf den Speerwurf spezialisiert hat und in dieser Disziplin aktuell Inhaberin des Landesrekordes ist.

## Sportliche Laufbahn
Erste internationale Erfahrungen sammelte Juleisy Ángulo 2016 bei den U18-Südamerikameisterschaften in Concordia, bei denen sie mit einer Weite von 51,20 m die Goldmedaille gewann. Im Jahr darauf siegte sie mit 54,00 m bei den U20-Südamerikameisterschaften in Leonora und erreichte bei den Südamerikameisterschaften in Luque mit 50,38 m Rang neun. Bei den U18-Weltmeisterschaften in Nairobi wurde sie mit 51,43 m Achte und anschließend siegte sie bei den Panamerikanischen Juniorenmeisterschaften in Trujillo mit 52,30 m. 2018 klassierte sie sich bei den Südamerikaspielen in Cochabamba mit 49,33 m auf dem fünften Platz und anschließend siegte sie erneut bei den U18-Südamerikameisterschaften in Ecuador mit 54,33 m. Anschließend wurde sie bei den U20-Weltmeisterschaften in Tampere mit 46,44 m Zwölfte und gewann bei den U23-Südamerikameisterschaften in Cuenca mit 54,95 m die Silbermedaille, ehe sie bei den Olympischen Jugendspielen in Buenos Aires ebenfalls Silber gewann. 2019 verteidigte sie bei den U20-Südamerikameisterschaften in Cali mit 49,83 m ihren Titel und siegte auch bei den Panamerikanischen Juniorenmeisterschaften in San José mit neuem Südamerikanischen U20-Rekord von 58,96 m, ehe sie bei den Panamerikanischen Spielen in Lima mit einem Wurf auf 56,51 m auf Rang sieben gelangte. 2021 wurde sie bei den Südamerikameisterschaften in Guayaquil mit 55,38 m Vierte und siegte anschließend mit 54,52 m bei den U23-Südamerikameisterschaften ebendort. Anfang Dezember gewann sie dann auch bei den erstmals ausgetragenen Panamerikanischen Juniorenspielen in Cali mit 58,26 m die Goldmedaille. Im Jahr darauf siegte sie mit neuem Landesrekord von 60,91 m bei den Ibero-Amerikanischen Meisterschaften in La Nucia und siegte dann auch mit 56,14 m bei der Continental Tour Bronce Alex Quiñonez. Im Juli verpasste sie bei den Weltmeisterschaften in Eugene mit 57,28 m den Finaleinzug und gewann dann bei den U23-Südamerikameisterschaften in Cascavel mit neuem Meisterschaftsrekord von 58,83 m die Goldmedaille. Kurz darauf gewann sie bei den Südamerikaspielen in Asunción mit neuem Landesrekord von 61,10 m die Bronzemedaille hinter der Kolumbianerin Flor Ruíz und Jucilene de Lima aus Brasilien.
2023 belegte sie bei den Südamerikameisterschaften in São Paulo mit 58,14 m den vierten Platz und schied anschließend bei den Weltmeisterschaften in Budapest mit 55,27 m in der Qualifikationsrunde aus. Nach einem Jahr Wettkampfpause gewann sie bei den Südamerikameisterschaften in Mar del Plata mit neuem Landesrekord von 62,25 m die Silbermedaille hinter der Brasilianerin Jucilene de Lima.
2021 wurde Ángulo ecuadorianische Meisterin im Speerwurf.